# Maō Taiten
| Recensione     | Giudizio |
| -------------- | -------- |
| metalcrypt.com | 4.5/5    |

Maō Taiten (魔王戴天; The Devil Walks the Earth) è il 7º album in studio del gruppo heavy metal giapponese Onmyo-za, pubblicato il 25 Luglio 2007 dalla King Records (etichetta discografica giapponese). L'album ha raggiunto la posizione numero 13 della classifica Oricon (classifica musicale giapponese).

## Tracce
1. jokyoku (Prelude (instrumental))
2. maō (The Devil)
3. kokui no tennyo (Heavenly Maiden in Black)
4. fugu-taiten (Sworn Enemies)
5. hadō-ninpōchō (Ninja Scroll of Military Rule)
6. hyōsube
7. ōkubi
8. mukuro (Corpse)
9. kuchizuke (A Kiss)
10. ikiru koto to mitsuketari (I Find it Means Life)